# Othenio Abel
Othenio Abel (20. června 1875 Vídeň – 4. července 1946 Mondsee) byl rakouský geolog a paleontolog a evoluční biolog. Společně s belgickým paleontologem Louisem Dollo byl spoluzakladatelem nauky o životě vyhynulého tvorstva a jeho přizpůsobení se okolí tzv. paleobiologie, kterou on sám v roce 1912 definoval jako „výzkum přizpůsobení se fosilních zvířat prostředí a zjišťování způsobu jejich života“.

## Život
Narodil se v rodině architekta Lothara Abela (1841–1896). V letech 1917–1934 působil jako profesor na Univerzitě ve Vídni a později v ústavu paleontologie na univerzitě v Göttingenu. Podílel se na průzkumu jeskyně Drachenhöhle u Mixnitz ve Štýrsku, kde bylo objeveno velké množství holocenních a pleistocenních kosterních pozůstatků, hlavně jeskynních medvědů. Věnoval se paleontologii obratlovců, rekonstrukcím fosilních zvířat a regionální geologií třetihor Vídeňské pánve.

## Dílo
Mezi jeho nejvýznamnější díla patří monografie:
- Les dauphins longirostres du boldérien (miocène supérieur) des environs d'Anvers. Brüssel 1901–1931, doi:10.5962/bhl.title.16053
- Les odontocètes du Boldérien (miocène supérieur) d'Anvers. Brüssel 1905, doi:10.5962/bhl.title.15923
- Fossile Flugfische. Jahrbuch K. K. Geol. Reichsanstalt 56, Heft 1, Wien 1906, doi:10.5962/bhl.title.61007
- Die Morphologie der Hüftbeinrudimente der Cetaceen. Wien 1907, doi:10.5962/bhl.title.16064
- Grundzüge der Paläobiologie der Wirbeltiere. 470 Abb., 708 S., E. Schweizerbart´sche Verlagsbuchhandlung (Erwin Nägele), Stuttgart 1911, doi:10.5962/bhl.title.61833
- Vorzeitliche Säugetiere. Jena 1914
- Die Paläontologie in Forschung und Lehre. In: Naturwissenschaften 3, 1915, S. 413–419
- Paläobiologie der Cephalopoden aus der Gruppe der Dibranchiaten. 100 Fig., 281 S., Verlag Gustav Fischer, Jena 1916, doi:10.5962/bhl.title.46089, doi:10.5962/bhl.title.82313
- Die Stämme der Wirbeltiere. 669 Fig., 914 S., Walter de Gruyter, Berlin und Leipzig, 1919, doi:10.5962/bhl.title.2114
- Lehrbuch der Paläozoologie. 700 Abb., 500 S., Verlag Gustav Fischer, Jena 1920
- Lebensbilder aus der Tierwelt der Vorzeit. 507 Abb., 643 S., Verlag Gustav Fischer, Jena 1922, doi:10.5962/bhl.title.61701
- Geschichte und Methode der Rekonstruktion vorzeitlicher Wirbeltiere. Jena 1925
- Paläobiologie und Stammesgeschichte". Jena 1929
- Die Stellung des Menschen im Rahmen der Wirbeltiere. 1931
- Die Drachenhöhle bei Mixnitz, 1931
- Vorzeitliche Lebensspuren. Jena 1935
- Die Tiere der Vorzeit in ihrem Lebensraum. Jena 1939
- Das Reich der Tiere, 1939.
- Vorzeitliche Tierreste im Deutschen Mythus, Brauchtum und Volksglauben. Jena 1939

Od roku 1928 byl Abel vydavatelem odborného časopisu Paläobiologica.

## Politika
Od roku 1985 udělovala Rakouská akademie věd, každé dva roky, Cenu Othenia Abela, dotovanou částkou 3700 Euro, autorům významných děl v oblasti paleobiologie nebo za celoživotní dílo v oblasti paleontologie.
V roce 2012 v deníku Der Standard zveřejnil publicista Klaus Taschwer informace, že Abel se podílel na činnosti a založení tajné skupiny 18 profesorů („Medvědí jeskyně“) na Vídeňské univerzitě, která se snažila zmařit výzkum a kariéru levicových a židovských vědců na Vídeňské univerzitě v období mezi světovými válkami. Poté, i na základě už dříve známých Abelových antisemitských postojů, se univerzita rozhodla cenu přejmenovat.
Existují ale i důkazy, že Abel nebyl bezvýhradným podporovatelem nacistické ideologie. Constantin, hrabě Stamati, pracující pro Říšské ministerstvo pro okupovaná východní území, vzpomínal, že Abel na pracovním zasedání RMfdbO v roce 1944 ve svém příspěvku otevřeně pochyboval o nacistické rasové teorii „Untermensch“ na východě. Tyto proklamace Abelovi „zajistily“ místo na „černé listině“ SS.